# Enrico II di Brunswick-Grubenhagen
Enrico II di Brunswick-Grubenhagen, detto de Graecia (1289 circa – Einbeck, 1351), fu duca di Brunswick-Lüneburg e principe di Grubenhagen dal 1322 alla sua morte.

## Biografia
Enrico era il figlio maggiore di Enrico I, duca di Brunswick-Lüneburg e principe di Grubenhagen, e di sua moglie Agnese di Meissen.
Alla morte del padre nel 1322, Enrico e i suoi fratelli decisero di governare insieme il principato. In seguito il territorio fu spartito, ma Enrico, invece di riceverne una parte, assunse l'amministrazione dell'intera proprietà comune dei fratelli.
Nel 1327, Enrico si unì a Ludovico IV il Bavaro nel suo viaggio a Roma per l'incoronazione imperiale. Enrico continuò a viaggiare in Grecia e a Costantinopoli, dove incontrò suo cognato, l'imperatore Andronico III Paleologo, e poi a Gerusalemme. Carico di reliquie, tornò in Germania nel 1331. Oltre ai suoi viaggi, poco si sa della sua vita. Tra i suoi figli spicca la figura di Ottone, che, sposando la regina Giovanna I d'Angiò, divenne principe consorte del Regno di Napoli.

## Matrimoni e discendenza
Enrico sposò in prime nozze Jutta (o Giuditta) (prima del 1302 - prima del 1330), figlia di Enrico I di Brandeburgo-Stendal. Ebbero i seguenti figli:
- Agnese (1318 ca. - prima del 2 giugno 1371), sposò Barnim III, duca di Pomerania.
- Ottone (1320 - 13 maggio 1399), sposò prima Violante di Vilaragut, regina vedova titolare di Maiorca, e poi la regina Giovanna I di Napoli.
- Giovanni (1321 ca. - dopo il 4 dicembre 1346), canonico di Halberstadt.
- Ludovico (1323 ca. - dopo il 26 maggio 1373), canonico di Cammin.

In seconde nozze, Enrico sposò Eloisa (... - 1347/48), figlia di Filippo di Ibelin, siniscalco di Cipro. Ebbero i seguenti figli:
- Filippo (1332 ca. - 4 agosto 1369/70), conestabile di Gerusalemme; sposò prima Helisia de Dampierre (furono i genitori di Helvis di Brunswick-Grubenhagen) e poi Alice di Ibelin.
- Riddag (1334 ca. - 1364/67).
- Baldassarre (1336 ca. - 14 gennaio 1384), despota di Romania, sposò Giacobella Caetani di Fondi.
- Tommaso (1338 ca. - 1384 ca.), divenne monaco agostiniano.
- Melchiorre (1341 ca. - 6 giugno 1381), vescovo di Osnabrück e di Scwerin.
- Helvis, sposò Louis de Nores.

## Ascendenza
|                                       |                      |                             | Genitori                    |  |  | Nonni |  |  | Bisnonni                       |  |  | Trisnonni               |  |
|                                       |                      |                             |                             |  |  |       |  |  | Ottone I di Brunswick-Lüneburg |  |  | Guglielmo di Winchester |  |
|                                       |                      |                             |                             |  |  |       |  |  | Ottone I di Brunswick-Lüneburg |  |  | Guglielmo di Winchester |  |
|                                       |                      | Elena di Danimarca          |                             |  |  |       |  |  | Ottone I di Brunswick-Lüneburg |  |  |                         |  |
| Alberto I di Brunswick-Lüneburg       |                      |                             |                             |  |  |       |  |  | Ottone I di Brunswick-Lüneburg |  |  |                         |  |
|                                       |                      | Matilda del Brandeburgo     | Alberto II di Brandeburgo   |  |  |       |  |  |                                |  |  |                         |  |
|                                       |                      | Matilda del Brandeburgo     | Alberto II di Brandeburgo   |  |  |       |  |  |                                |  |  |                         |  |
|                                       |                      | Matilda del Brandeburgo     | Matilda di Lusazia          |  |  |       |  |  |                                |  |  |                         |  |
| Enrico I di Brunswick-Lüneburg        |                      | Matilda del Brandeburgo     |                             |  |  |       |  |  |                                |  |  |                         |  |
|                                       |                      | Bonifacio II del Monferrato | Guglielmo VI del Monferrato |  |  |       |  |  |                                |  |  |                         |  |
|                                       |                      | Bonifacio II del Monferrato | Guglielmo VI del Monferrato |  |  |       |  |  |                                |  |  |                         |  |
|                                       |                      | Bonifacio II del Monferrato | Berta di Clavesana          |  |  |       |  |  |                                |  |  |                         |  |
| Alessia del Monferrato                |                      | Bonifacio II del Monferrato |                             |  |  |       |  |  |                                |  |  |                         |  |
|                                       |                      | Margherita di Savoia        | Amedeo IV di Savoia         |  |  |       |  |  |                                |  |  |                         |  |
|                                       |                      | Margherita di Savoia        | Amedeo IV di Savoia         |  |  |       |  |  |                                |  |  |                         |  |
|                                       |                      | Margherita di Savoia        | Margherita di Borgogna      |  |  |       |  |  |                                |  |  |                         |  |
| Enrico II di Braunschweig-Grubenhagen |                      | Margherita di Savoia        |                             |  |  |       |  |  |                                |  |  |                         |  |
|                                       | Enrico III di Meißen | Teodorico I di Meißen       |                             |  |  |       |  |  |                                |  |  |                         |  |
|                                       | Enrico III di Meißen | Teodorico I di Meißen       |                             |  |  |       |  |  |                                |  |  |                         |  |
|                                       | Enrico III di Meißen | Jutta di Turingia           |                             |  |  |       |  |  |                                |  |  |                         |  |
| Alberto II di Meißen                  | Enrico III di Meißen |                             |                             |  |  |       |  |  |                                |  |  |                         |  |
|                                       |                      | Costanza d'Austria          | Leopoldo VI di Babenberg    |  |  |       |  |  |                                |  |  |                         |  |
|                                       |                      | Costanza d'Austria          | Leopoldo VI di Babenberg    |  |  |       |  |  |                                |  |  |                         |  |
|                                       |                      | Costanza d'Austria          | Teodora Angelina            |  |  |       |  |  |                                |  |  |                         |  |
| Agnese di Meissen                     |                      | Costanza d'Austria          |                             |  |  |       |  |  |                                |  |  |                         |  |
|                                       |                      | Federico II di Svevia       | Enrico VI di Svevia         |  |  |       |  |  |                                |  |  |                         |  |
|                                       |                      | Federico II di Svevia       | Enrico VI di Svevia         |  |  |       |  |  |                                |  |  |                         |  |
|                                       |                      | Federico II di Svevia       | Costanza d'Altavilla        |  |  |       |  |  |                                |  |  |                         |  |
| Margherita di Sicilia                 |                      | Federico II di Svevia       |                             |  |  |       |  |  |                                |  |  |                         |  |
|                                       |                      | Isabella d'Inghilterra      | Giovanni d'Inghilterra      |  |  |       |  |  |                                |  |  |                         |  |
|                                       |                      | Isabella d'Inghilterra      | Giovanni d'Inghilterra      |  |  |       |  |  |                                |  |  |                         |  |
|                                       |                      | Isabella d'Inghilterra      | Isabella d'Angoulême        |  |  |       |  |  |                                |  |  |                         |  |
|                                       |                      | Isabella d'Inghilterra      |                             |  |  |       |  |  |                                |  |  |                         |  |